# Лайош Унгварі
Лайош Унгварі (угор. Lajos Ungvári; 13 березня 1902, Перечин, Закарпаття — 15 жовтня 1984, Будапешт) — угорський скульптор

## Біографія
Народився в  Перечині, тут провів дитинство, потім навчався в художній школі в Ужгороді. З 1921 по 1926 роки навчався в Будапештській школі прикладного мистецтва. Все творче життя й всі скульптурні роботи створив в Угорщині. Але про Батьківщину завжди памʼятав і навіть посадив коло хати два дуби з Перечина.
Він робив надгробки, декоративні скульптури, портрети та меморіальні статуї. З 1945 року жив і працював у спілці художників на вулиці Сазадош у Будапешті. У період після Другої світової війни він створював радянські героїчні та визвольні пам'ятки, одна з яких на новому п'єдесталі дотепер знаходиться у Будафоку.
У 1953 році його було нагороджено премією Кошута, а в 1972 році — Золотою медаллю ордену праці. Він був членом Асоціації духовних художників та Асоціації нових художників. Його роботам притаманний традиційний історичний стиль. У січні 1944-го угорське інформаційне агентство «MTI» зазначало, що в Ужгороді, на площі Другетів, був урочисто відкритий пам'ятник Яношу Другету, виконаний з алюмінію скульптором Лайошем Унгварі.